# Гванкіті
Гванкіті (груз. ღვანკითი) — село в Грузії.
За даними перепису населення 2014 року в селі проживає 1968 осіб.